# مجلة بيكر ستريت
مجلة بيكر ستريت (The Baker Street Journal)هي مجلة ربع سنوية مكرسة لمواضيع شرلوكيانا وتنشرها بيكر ستريت إرتريولز. أطلق عليها ليزلي إس كلينجر لقب «المنشور الرائد» في دراسة شيرلوك هولمز.

## تاريخ المجلة
بعد تشكيل رواة بيكر ستريت [الإنجليزية] في عام 1934 ، كان الأعضاء يجتمعون في حفل عشاء سنوي لقراءة الأوراق حول موضوع منحة شيرلوكيان.  :lxvفي عام 1944 ، قام إدغار دبليو سميث، رئيس المعهد البريطاني للمقاييس آنذاك، بتحرير ونشر مختارات من تلك الكتابات باسم «ملف تعريف بواسطة جاسلايت». مستوحى من النشر، بدأ سميث في التفكير في إنشاء مجلة أكاديمية مستمرة لنشر أوراق المعهد البريطاني للمعايير.  في عام 1946 ، نُشرت جريدة بيكر ستريت جورنال لأول مرة.  نُشر العدد الأول ببذخ مع طباعة فيكتورية وتجليد مخيط و 108 صفحات من المقالات والرسوم التوضيحية والأخبار عن شيرلوك هولمز.  هدد أدريان كونان دويل في البداية سميث بدعوى قضائية لانتهاك حقوق النشر  ولكن الفشل المالي أنهى تجسيد المجلة في عام 1949 ،  بعد ثلاثة عشر عددًا فقط،  قبل أن تتمكن ملكية كونان دويل من ذلك.  :270
في عام 1951 ، أعاد إدغار دبليو سميث إحياء المجلة بشكل أكثر تواضعًا بعدد صفحات أقل، وطباعة مخطوطة مخففة، ومواد واوراق وتجليد قليلة التكلفة.  في هذا النموذج، احتفظت المجلة الفصلية بالنشر منذ ذلك الحين.  عندما توفي إدغار سميث في عام 1960 بعد أن قام بتحرير ثلاثة وخمسين إصدارًا وخمسة إصدارات أعياد الميلاد السنوية،  انتقل التحرير إلى الدكتور جوليان وولف.  كان وولف يعمل في بيكر ستريت بشكل غير منتظم منذ عام 1944  وعمل بالفعل كمحرر مشارك خلال السلسلة الأصلية المكونة من ثلاثة عشر إصدارًا.  في عام 1975، بدأت المجلة أن تنشر جامعة فوردهام للصحافة التي سمح لها أن تكون منضدة كما الأصلي ثلاثة عشر سلسلة قضية كانت.  واصل وولف تحرير المجلة لستة وستين عددًا، من عام 1961 حتى عام 1977. 
بحلول أواخر الثمانينيات، كان للمجلة أكثر من ألفي مشترك  من القراء في أماكن مثل السويد والدنمارك واليابان وأستراليا. 
محررو السلسلة الجديدة للمجلة هم إدغار دبليو سميث، وجوليان وولف، وجون إم لينسنماير، وبيتر إي.بلو، وفيليب أ. المحرر الحالي هو ستيفن روثمان.
في عام 2001، تم إصدار النسخة الكاملة للمجلة حتى ذلك التاريخ على قرص مضغوط يحتوي على أكثر من 16000 صفحة.  بعد ذلك، تم إصدار «الإصدار 2» من القرص المضغوط، بما في ذلك جميع الإصدارات حتى عام 2011.

## الروابط الخارجية
- بيكر ستريت جورنال
- إصدار عينة شتاء 2011